# Rafael Echagüe
Don Rafael de Echagüe y Bermingham, greve av Serrallo, född 13 februari 1815, död 23 november 1887, var en spansk general.
Echagüe deltog som ung i 1830-talets Karlistkrig, blev adjutant hos general Leopoldo O’Donnell och gjorde efter dennes statskupp 1854 en snabb karriär och blev general. Han tillhörde den moderata gruppen, och förvisades efter reaktionen 1867. Efter revolutionen 1868 spelade Echagüe en framträdande roll bland annat i tredje carlistkriget. Echagüe var en av de första i ledande militär ställning, som yrkade på Alfons XII:s inkallande.